# Волькенштейн, Ольга Иосифовна
Ольга Иосифовна Волькенштейн (в замужестве Викторова) — русский и советский бухгалтер, специалист по экаунтологии и бухгалтерскому учёту.

## Биография
Родилась в семье одного из руководителей еврейской общины Ростова и её представителя в Городской думе Иосифа Фишелевича (Осипа Филипповича) Волькенштейна. Племянница петербургских адвокатов Михаила Филипповича (Моисея Фишелевича) Волькенштейна (1859—1934) и Льва Филипповича (Исаака-Лейба Фишелевича) Волькенштейна (1858—1935), которые были гимназическими товарищами А. П. Чехова, состояли с ним в переписке и оставили о нём воспоминания.
Работала преподавателем бухгалтерии и коммерческой корреспонденции на курсах бухгалтерии А. И. Янсона в Санкт-Петербурге, затем учредила собственные «курсы бухгалтеров О. и П. Викторовых» и заведовала ими; в советское время — в управлении подготовки кадров Ленинградского областного учебного учётно-экономического комбината «Союзоргучёт» (ЦУНХУ Госплана СССР).
Автор ряда учебных и методических пособий по бухгалтерии, в том числе многократно переиздававшегося «Учебника двойной бухгалтерии». С 1916 года публиковалась под фамилией Викторова. Проживала по Каменноостровскому проспекту, дом № 35.

## Семья
- Муж (с 1915 года) — губернский секретарь Пётр Ефимович Викторов, управляющий делами акционерного общества Северного механического и котельного завода, член ревизионных комиссий акционерных обществ «Русский Рено», Рыбинский металлический и железнодорожный завод, русско-американского торгово-промышленного общества и Петроградской комиссии общества взаимного кредита.
- Сестра — Елизавета Осиповна Волькенштейн (1874—1965) — была замужем за художником М. В. Добужинским.
- Двоюродные братья — драматург Владимир Михайлович Волькенштейн и юрист Фёдор Акимович Волькенштейн), сотрудник «Биржевых ведомостей», первый муж Н. В. Крандиевской-Толстой. Двоюродная сестра — историк и публицист Ольга Акимовна Волькенштейн.

## Книги
- Темы для практических работ по бухгалтерии. СПб: Улей, 1912.
- Покупка-продажа процентных бумаг (запись в бухгалтерских книгах). СПб: Улей, 1912.
- Учебник двойной бухгалтерии: элементарный курс. СПб: Типография Тренке и Фюсно, 1913 (под фамилией Волькенштейн); Пг.: Типография Тренке и Фюсно — 1916 (под фамилией Викторова); там же — 1918; Л., 1929.
- Учебник двойной бухгалтерии: старший курс. Пг.: Типография А. И. Белокопытова, 1917; там же — 1918; Л., 1929.
- Сборник задач по основам советского бухгалтерского учёта. Учебный учётно-экономический комбинат Ленсоюзоргучёта. Л.: Типография «Печатня», 1935.
- Типовые задачи по бухгалтерскому учёту и калькуляции в промпредприятиях. Типовые программные задачи для 2-го звена. Методические материалы, рассылаемые в порядке обмена опытом. Л.: Типография артели «Советский печатник», 1936.
- Сборник задач по курсу бухгалтерского учёта. Выпуск 2 — Бухгалтерский учёт в промышленности. Ленинградский областной учебный учётно-экономический комбинат. Ленинград: Типография «Печатня», 1939.
- Сборник упражнений по бухгалтерскому учёту. Л.: Госстатиздат, 1951.